# Morti nel 1509
| Questa pagina contiene informazioni ricavate automaticamente dalle voci biografiche con l'ausilio del template Bio e di un bot. L'aggiornamento è periodico e automatico e ricostruisce completamente la pagina. Se manca una persona in questa lista, sei pregato di non aggiungerla, ma accertati piuttosto che la sua voce biografica contenga il template Bio e che i dati anagrafici siano correttamente compilati. Se il template Bio manca, inseriscilo tu stesso o, in alternativa, metti l'avviso {{tmp\|Bio}} che ne segnala la mancanza. Se i dati riportati sono sbagliati, correggi direttamente la voce biografica; le modifiche saranno visibili in questa lista entro pochi giorni. Per chiarimenti vedi il progetto biografie. La lista contiene solo le 43 persone che sono citate nell'enciclopedia e per le quali è stato implementato correttamente il template Bio. Pagina aggiornata al 10 ago 2025. |

- 13 gennaio - Antonio Maria Sanseverino, condottiero italiano
- 27 gennaio - Giovanni I del Palatinato-Simmern, nobile tedesco (n. 1459)
- 24 febbraio - Pietro del Donzello, pittore e architetto italiano (n. 1452)
- 3 marzo - Melchior von Meckau, cardinale e vescovo cattolico tedesco (n. 1440)
- 14 marzo - Giovanni Antonio Sangiorgio, giurista, patriarca cattolico e cardinale italiano
- 21 aprile - Enrico VII d'Inghilterra, re britannico (n. 1457)
- 14 maggio - Girolamo Granchio, condottiero italiano
- 14 maggio - Pietro del Monte, condottiero italiano
- 14 maggio - Piersanto Cecili, politico e condottiero italiano
- 14 maggio - Turchetto da Lodi, condottiero italiano
- 28 maggio - Caterina Sforza, politica
- 16 giugno - Simone Graziani, abate, giurista e umanista italiano (n. 1449)
- 29 giugno - Margaret Beaufort, contessa inglese (n. 1443)
- 11 luglio - Guglielmo II d'Assia, sovrano tedesco (n. 1469)
- 9 novembre - Rolando II Pallavicino, nobile italiano (n. 1425)
- 1º dicembre - Bertuccio Bagarotto, diplomatico italiano (n. 1445)
- 16 dicembre - Ludovico I Pico, nobile e condottiero italiano (n. 1472)
- 24 dicembre - Astorre IV Manfredi, condottiero italiano (n. 1470)
- 30 dicembre - Giorgio di Challant, religioso francese (n. 1440)
- Juan Álvarez Gato, poeta spagnolo (n. 1440)
- Bartolomeo Bon il Giovane, architetto, ammiraglio e magistrato italiano
- Niccolò Melchiorre Branciforte, nobile e politico italiano
- Giovanni Ambrogio de Predis, pittore e miniaturista italiano
- Hans Dorn, artigiano austriaco (n. 1430)
- Agnese Farnese, nobildonna italiana
- Giacomo Boschetti, militare italiano (n. 1471)
- Giovanni I del Congo, sovrano (n. 1440)
- João da Nova, esploratore spagnolo (n. 1460)
- Adam Kraft, scultore e architetto tedesco
- Marcantonio di Bagnolo, nobile italiano
- Alessandro della Marra, arcivescovo cattolico italiano
- Nicolò da Bracciano, teologo e vescovo cattolico italiano (n. 1451)
- Bernt Notke, pittore e scultore tedesco
- Luffo Numai, politico italiano
- Ludovico Odasio, umanista italiano (n. 1455)
- Alberto Roero, vescovo cattolico italiano
- Alamanno Salviati, politico italiano
- Shen Zhou, pittore e poeta cinese (n. 1427)
- Giorgio Sisgoreo, poeta e umanista italiano (n. 1440)
- Giorgio Spavento, architetto italiano
- Annabella Stuart, principessa scozzese (n. 1436)
- Viranarasimha Raya, indiano
- Agnese di Savoia, principessa (n. 1445)